# Chesterfieldmeubel

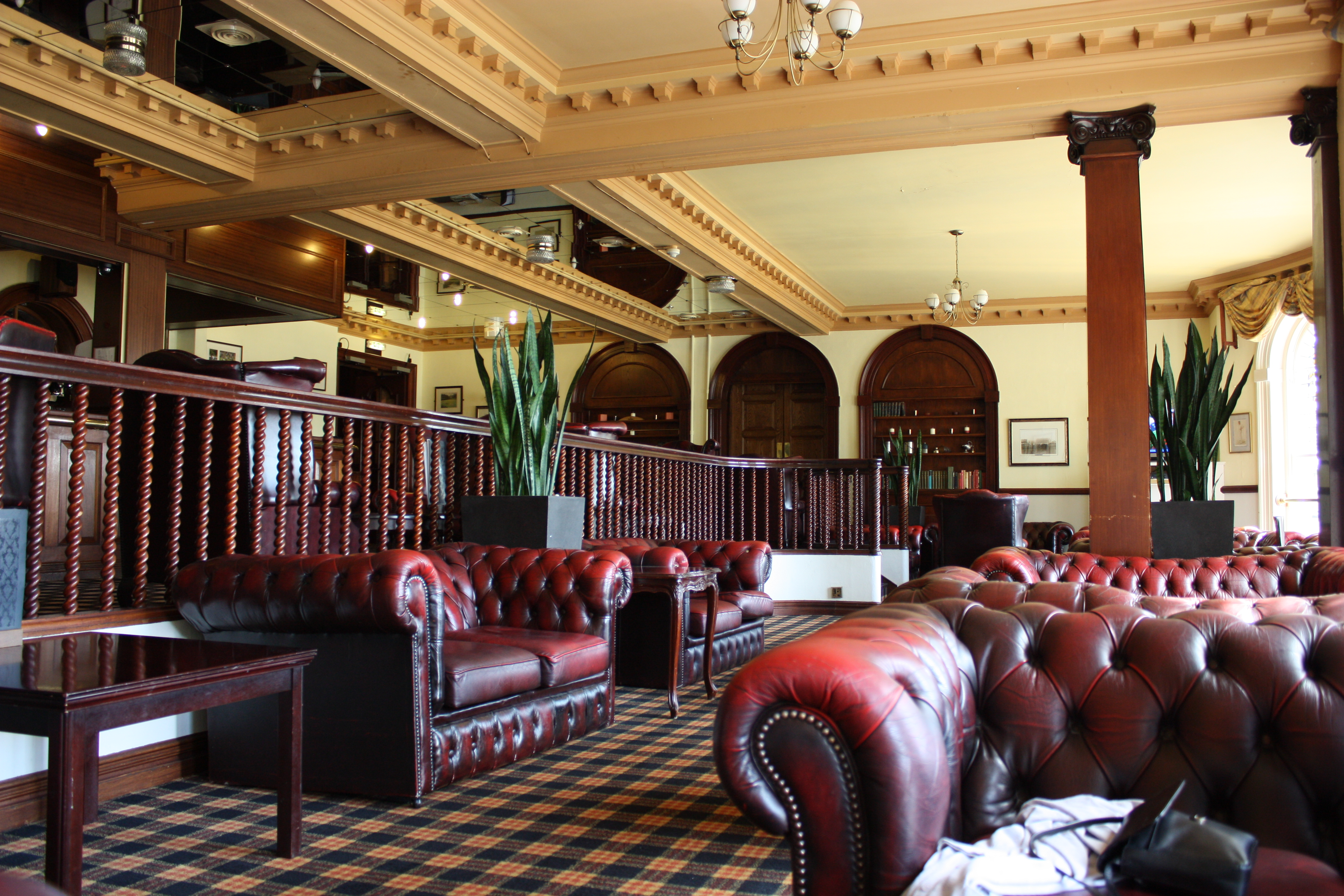
Hotellobby met Chesterfieldmeubelen

Chesterfieldmeubelen zijn zitmeubelen in Engelse stijl daterend uit het eind van de achttiende eeuw. Als voornaamste kenmerk geldt de capitonnage van leuning en zitting, en vaak een genagelde voorzijde. Een Chesterfieldmeubel wordt traditioneel uitgevoerd in leder, maar andere stofferingen, zoals zijde en stof, zijn tegenwoordig ook gangbaar.

## Geschiedenis
Een van de verklaringen voor het ontstaan en de benaming van de Engelse stijl van het meubel is het volgende:
Phillip Dormer Stanhope – Engels schrijver, staatsman en de vierde graaf van Chesterfield – ontving op zijn sterfbed in 1773 bezoek. Hij sprak tot zijn trouwe bediende: "Give Mr. Dayrolles a chair." De bediende, door het naderend einde van zijn heer confuus, stond er vervolgens op dat Mr. Dayrolles bij zijn vertrek de stoel meenam waarop hij even daarvoor gezeten had. De stoel, die waarschijnlijk als prototype van de onderhavige meubelstijl diende, was in opdracht van Lord Stanhope in Chesterfield ontworpen, en derhalve zou de stijl aan die stad haar naam te danken hebben.
De Chesterfieldstijl groeide uit tot een Engels icoon. Waar Chesterfieldmeubels aanvankelijk enkel in Engelse meubelateliers vervaardigd werden, nam hun populariteit in de loop der jaren toe en steeg het aantal fabrikanten. In de Verenigde Staten werd het meubelstuk populair in de jaren 1950 en 1960 toen het meubelstuk vaak als achtergrondmeubilair werd gebruikt in films en televisieprogramma's om een klassieke indruk te wekken in bepaalde aangelegenheden zoals herenclubs. Meubelen in Chesterfieldstijl worden in de eenentwintigste eeuw over de hele wereld gemaakt.

## Meubelstijl, geen meubelmerk
In tegenstelling tot een wel courante veronderstelling, is Chesterfield de benaming van een meubelstijl en niet van een geregistreerd merk.